# Zubarah

Ash Shamals kommun läge i Qatar

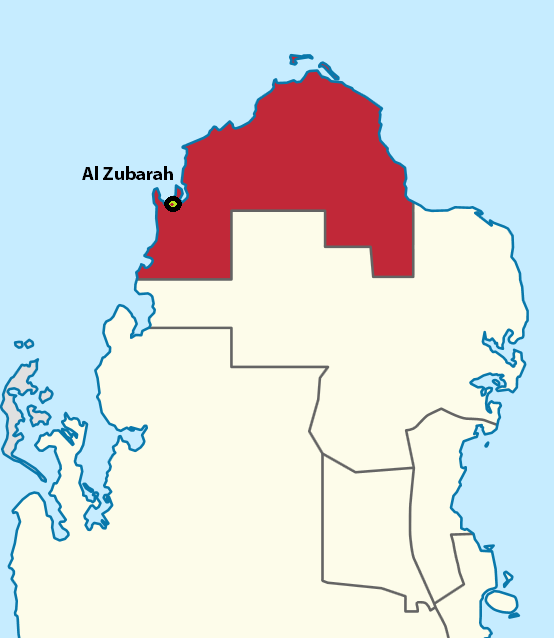
Zubarahs geografiska läge

Zubarah (även Al Zubarah eller Az Zubarah)  (arabiska: الزبارة) är en förfallen och övergiven stad belägen vid Qatars nordvästkust i Madinat ash Shamal, omkring 105 km från landets huvud Doha.
Al Zubarah var en gång i tiden en blomstrande pärlfiske- och handelsstad halvvägs mellan Hormuzsundet och västra änden av Persiska viken. Det är en av de största och bäst bevarade exemplen på en handelsstad från 18-1900-talet i viken. Hela stadsplanen och den urbana bosättningsstrukturen daterad till denna formativa period i regionen har bevarats bättre än någon annan plats i viken. Al Zubarah ger betydande kunskap om det urbana livet, den rumsliga organisationen och den sociala ekonomiska historien i Persiska viken före upptäckten av olja och gas på 1900-talet.
Med en areal om cirka 400 hektar (60 hektar innanför de yttre stadsmurarna), är Al Zubara Qatars största fornminne. Området omfattar den befästa staden med en yngre inre och en äldre yttre stadsmur, en hamn, en kanal, två avskärmningsmurar, Murairfortet, och det nyare Zubarahfortet.

## Historia

### Bani Utbahstammen
Det finns en del osäkerhet kring de tidigaste skriftliga källorna där Al Zubarah nämns. De flesta källorna hävdar att  Utubfolket från Kuwait slog sig ner i Al Zubarah under andra halvan av 1700-talet och byggde en stor stad kännetecknad av en säker hamn och därigenom skapade ett av främsta handelscentrumen och pärlhandelscentrumen i Persiska viken i slutet av 1700-talet.

### Qal'at Murair
Murairfortet eller Qal`at Murair 1,65 km öster om staden Zubarah, byggdes kort efter bosättningen Al Zubarah. Den var till för att försvara stadens primära sötvattenskällor: grundvatten från grunda brunnar. Inom befästningsmurarna fanns en moské, bostadshus och åtminstone en stor brunn. Omkring fortet, vittnar flera inhängningar om gamla odlingsfält, planteringar eller djurfållor, vilket tyder på att detta också var en jordbruksbosättning.

### Den tidiga staden - slutet av 1700-talet
Huvudfasen av bosättningen Al Zubarah spände från 1760 till 1811. Denna fas kom till ett slut då styrkor lojala med Sultanen i Muskat attackerade och brände ner  Al Zubarah.
En stor mur omslöt 1700-talsstaden och dess vik i en 2,5 km båge från strand till strand. Muren försvarades från 22 halvcirkulära torn placerade med jämna intervall. Tillgång till staden begränsades till några få portar från landsidan och via hamnen. Det fanns ingen mur mot havet, men ett kraftfullt fort försvarade det primära landsättningsområdet vid sandstranden.
Al Zubarah var på sin tid en välplanerad stad, med många gator placerade i rät vinkel rätvinkel med varandra. Denna plan tyder på att staden var planerad och byggd som en del i ett större arrangemang, även om de verkar skapade under senare daterade steg.
Folkmängden har kalkylerats till maximalt 6000 till 9 000 invånare under stadens höjdpunkt.

## Zubarah Fort

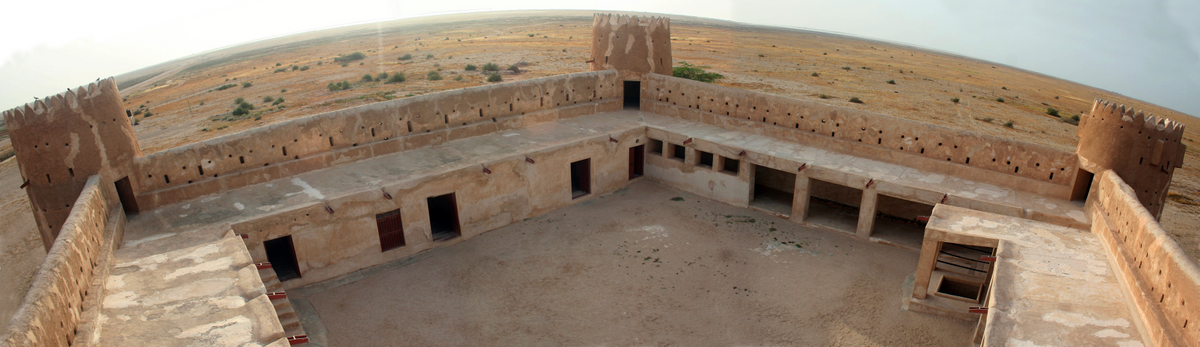
Zubarafortet

Al Zubarah är känt för sin fästning från 1938. Fortet följer ett traditionellt koncept med en kvadratisk grundplan med sluttande murar och hörntorn. Tre av tornen är runda, medan det fjärde, det sydöstra tornet är rektangulärt. Vart och ett av tornen är toppade med kurvformade kreneleringar. Fortets design påminner om äldre kännetecken vanlig i arabiska och persiska befästningsarkitektur, men är till skillnad från denna skapad på betongfundament. Detta markerar övergången från byggande uteslutande i sten till cementbaserat byggande, om än i traditionell design.
Ursprungligen byggdes fortet som bas för Qatars militär och polis för att skydda Qatars nordvästkust som en del i en serie fort längs Qatars kustlinje. Fortet restaurerades 1987 med borttagandet av ett servicehus resta för att husera Qatars militär. Efter att ha öppnats, blev fortet ett stort besöksmål och, en kort tid, ett lokalt museum. På grund av dåliga förutsättningar att visa och förvara fynd i fortet, flyttades föremål till Doha 2010. Sedan 2011 har Qatars museimyndighet ett övervaknings och restaureringsprojekt för att säkra underhållet av fortet. Arbete förväntas pågå en bit in i 2013. Under denna tid kan delar av fortet vara stängda för besökare.
Detta är olikt Murairfortet som byggdes utanför stadsmurarna.

## Turism
Al Zubarah sattes upp på Qatars tentativa världsarvslista 2008 och utsågs till världsarv år 2013. Sedan 2009 har platsen varit föremål för forskning och utveckling som ett skyddad kulturarv. Detta kräver att besökare visar hänsyn till det pågående arbetet. För att skydda området är större delen av det inhägnat och besökare måste passera en vakt för att komma in i Zubarah.
Ett besökscentrum nära fortet beräknas öppna 2023. Fram till dess finns det få besöksfaciliteter. Vid parkeringsplatsen intill fortet  finns en informationsskylt som ger en överblick och introduktion till platsen, staden och dess fort. Nya toaletter finns i närheten. För närvarande finns inga förfriskningar att köpa i närområdet.

## Arkeologi och bevarande
Qatars museimyndighet och dess föregångare har genomfört två utgrävningsprojekt i Zubarah. Den första i början av 1980-talet, och den senare 2002-2003. Utgrävningarna som gjordes på 1980-talet var mer omfattande än det under det andra projektet.
2009 startade museimyndigheten tillsammans med Köpenhamns universitet projektet Qatar Islamic Archaeology and Heritage Project (QIAH), ett tioårigt, kulturskydds- och kulturarvsinitiativ för att utreda fornminnet, bevara dess ömtåliga lämningar och arbeta mot att göra platsen tillgänglig för allmänheten. Projektet är ett initiativ av museimyndighetens ordförande Sheikha Al Mayassa bint Hamad och viceordförande Sheikh Hassan bin Mohammad Al Thani.
Projektet har genomfört en fullständig topografisk undersökning av Al Zubarah, intilliggande Murair och det fort som tillsammans utgör den arkeologiska zonen. Arkeologiska utgrävningar har sedan gjorts i Al Zubarah och Qal'at Murair, med stöd av landskapsstudier gjorda i inlandet. Ett antal platser tillhörande olika tidsperioder har identifierats och dokumenterats och förberedande utgrävningar har genomförts av ett antal betydande områden, särskilt Freiha och Fuwairit.
Vid Al Zubarah, har ett lag från Hamburgs universitet dokumenterat de arkeologiska lämningarna mycket detaljerat med en 3D-scanner. För att bevara lämningarna, har ett restaureringsprogram startats som använder, särskilt saltresistenta murbruk och täckmassor för att maximera besöksupplevelsen, i enlighet med riktlinjer för världsarven. Målet med konserveringsarbetet är att bevara platsens äkthet men också att bevara området så att det kan avnjutas av besökare, exempelvis genom interaktiva visningar på mobila enheter.

## Bahrain - Qatar vänskapsbro
Den planerade Qatar–Bahrain vänskapsbro, kommer ansluta Qatars nordvästkust nära Zubarah med Bahrain söder om Manama. Dess läge flera kilometer söder om Al Zubarah har planerats så att den inte ska ha nämnvärd påverkan på kulturarvet.